# Municipio de Monticello (Illinois)
El municipio de Monticello (en inglés: Monticello Township) es un municipio ubicado en el condado de Piatt en el estado estadounidense de Illinois. En el año 2010 tenía una población de 5906 habitantes y una densidad poblacional de 47,4 personas por km².

## Geografía
Según la Oficina del Censo de los Estados Unidos, el municipio tiene una superficie total de 124.6 km², de la cual 124.45 km² corresponden a tierra firme y (0.12%) 0.16 km² es agua.

## Demografía
Según el censo de 2010, había 5906 personas residiendo en el municipio de Monticello. La densidad de población era de 47,4 hab./km². De los 5906 habitantes, el municipio de Monticello estaba compuesto por el 97.58% blancos, el 0.47% eran afroamericanos, el 0.12% eran amerindios, el 0.56% eran asiáticos, el 0.03% eran isleños del Pacífico, el 0.1% eran de otras razas y el 1.13% pertenecían a dos o más razas. Del total de la población el 0.8% eran hispanos o latinos de cualquier raza.